# The Collective (empresa)
The Collective fue una empresa con sede en Newport, California. Esta empresa creó juegos basados en programas de televisión y películas.

## Historia
Fue fundada en 1997 por tres exempleados de Virgin Interactive: Douglas Hare, Gary Priest, y Richard Hare. Los primeros proyectos de la empresa fueron los juegos de Windows Hombres de Negro y The Game of Life para la consola PlayStation. 
La empresa trabaja principalmente en títulos con licencia de las películas y la televisión. The Collective creó su propio motor de juego llamado Slayer que utilizaban para Buffy The Vampire Slayer, Indiana Jones, y en los proyectos en curso. A partir de 2004 la empresa ha crecido y obtenido a 90 empleados. 
El 29 de marzo de 2005 se anunció que The Collective se fusionó con Backbone Entertainment para formar una nueva sociedad, Foundation 9 Entertainment. 
En el 2007 Foundation 9 Entertainment fusionada con The Collective y Shiny Entertainment se unieron para crear Double Helix Games.

## Juegos
A continuación se muestra una lista de los juegos que la empresa ha creado y adaptado:
Primeros juegos sin licencia:
- Men in Black: The Game (adaptación de PC)
- The Game of Life (adaptación de PC)
- Star Trek: Deep Space Nine: The Fallen (2000)
- Buffy the Vampire Slayer(2002)
- Indiana Jones y la Tumba del Emperador (2003)
- Wrath Unleashed (2004)
- Star Wars Episodio III: La Venganza de los Sith (videojuego) (2005)
- Blade Runner (2005)
- Marc Ecko's Getting Up: Contents Under Pressure (2006)
- El código Da Vinci (2006)
- Bien Doble (2007)
- Dirty Harry (2007) (cancelado)
- Harker (2008). Juego transferido a Double Helix Games antes de ser cancelado.
- Silent Hill: Homecoming (2008). Desarrollo transferido a Double Helix Games.